# Elecciones municipales de 2024 en la Región de Atacama
Las elecciones municipales de 2024 en la Región de Atacama se realizaron los días 26 y 27 de octubre de 2024 para elegir a los responsables de la administración local, es decir, de las comunas. La región se compone de 9 comunas.
Estas elecciones serán las primeras elecciones municipales realizadas bajo el sistema de inscripción automática y voto obligatorio, luego de la promulgación de la Ley 21524 que restableció el voto obligatorio. Estas elecciones se realizarán paralelamente a las elecciones de gobernadores y consejeros regionales de la región, cargos creados por la Ley 21073 de 2018, y que fueron elegidos por primera vez en 2021 y 2013, respectivamente.

## Precandidaturas
| Pactos                                       | Partidos                       | Candidatos |
| -------------------------------------------- | ------------------------------ | ---------- |
| B. Izquierda Ecologista Popular              | Partido Popular                | 2          |
| B. Izquierda Ecologista Popular              | Independientes                 | 1          |
| F. Partido Social Cristiano e Independientes | Partido Social Cristiano       | 2          |
| F. Partido Social Cristiano e Independientes | Independientes                 | 1          |
| H. Contigo Chile Mejor                       | Frente Amplio                  | 1          |
| H. Contigo Chile Mejor                       | Partido Comunista de Chile     | 1          |
| H. Contigo Chile Mejor                       | Partido Socialista de Chile    | 2          |
| H. Contigo Chile Mejor                       | Partido por la Democracia      | 1          |
| H. Contigo Chile Mejor                       | Partido Radical de Chile       | 2          |
| H. Contigo Chile Mejor                       | Independientes                 | 1          |
| P. Partido de la Gente e Independientes      | Partido de la Gente            | 3          |
| R. Centro Democrático                        | Amarillos por Chile            | 1          |
| R. Centro Democrático                        | Independientes                 | 1          |
| Y. Republicanos e Independientes             | Partido Republicano de Chile   | 1          |
| Y. Republicanos e Independientes             | Independientes                 | 1          |
| Z. Chile Vamos                               | Renovación Nacional            | 3          |
| Z. Chile Vamos                               | Independientes                 | 4          |
| Candidaturas Independientes                  | Candidaturas Independientes    | 28         |
| Total de candidatos a alcaldes               | Total de candidatos a alcaldes | 56         |

## Provincia de Copiapó

### Copiapó

#### Alcaldes
| Actual alcalde                 | Marcos López Rivera (PS)     | Marcos López Rivera (PS) | Marcos López Rivera (PS) | Marcos López Rivera (PS) | Marcos López Rivera (PS) |
| Candidato                      | Pacto                        | Partido                  | Votos                    | %                        | Resultado                |
| ------------------------------ | ---------------------------- | ------------------------ | ------------------------ | ------------------------ | ------------------------ |
| Marcos López Rivera            | Contigo Chile Mejor          | PS                       |                          |                          |                          |
| Maximiliano Barrionuevo García | Chile Vamos                  | RN                       |                          |                          |                          |
| Sandor Guzmán Fuentes          | Partido Social Cristiano     | PSC                      |                          |                          |                          |
| Joana Barrios Páez             | Izquierda Ecologista Popular | POP                      |                          |                          |                          |
| Luis Núñez Barrientos          | Centro Democrático           | Ind.                     |                          |                          |                          |
| Maglio Cicardini Neyra         | Independiente                | Ind.                     |                          |                          |                          |
| Esteban García Quevedo         | Independiente                | Ind.                     |                          |                          |                          |

### Caldera

#### Alcaldes
| Actual alcalde           | Brunilda González Anjel (PPD) | Brunilda González Anjel (PPD) | Brunilda González Anjel (PPD) | Brunilda González Anjel (PPD) | Brunilda González Anjel (PPD) |
| Candidato                | Pacto                         | Partido                       | Votos                         | %                             | Resultado                     |
| ------------------------ | ----------------------------- | ----------------------------- | ----------------------------- | ----------------------------- | ----------------------------- |
| Brunilda González Anjel  | Contigo Chile Mejor           | PPD                           |                               |                               |                               |
| Manuel Nanjari Contreras | Chile Vamos                   | Ind.                          |                               |                               |                               |
| Rebeca Salinas Bernal    | Izquierda Ecologista Popular  | POP                           |                               |                               |                               |
| Jaime Hidalgo Cruz       | Centro Democrático            | AxCh                          |                               |                               |                               |

### Tierra Amarilla

#### Alcaldes
| Actual alcalde             | Cristóbal Zúñiga Arancibia (Ind.) | Cristóbal Zúñiga Arancibia (Ind.) | Cristóbal Zúñiga Arancibia (Ind.) | Cristóbal Zúñiga Arancibia (Ind.) | Cristóbal Zúñiga Arancibia (Ind.) |
| Candidato                  | Pacto                             | Partido                           | Votos                             | %                                 | Resultado                         |
| -------------------------- | --------------------------------- | --------------------------------- | --------------------------------- | --------------------------------- | --------------------------------- |
| Cristóbal Zúñiga Arancibia | Independiente                     | Ind.                              |                                   |                                   |                                   |
| Enrique Soto Guerrero      | Contigo Chile Mejor               | FA                                |                                   |                                   |                                   |
| Daniela Munizaga Villegas  | Republicanos                      | PRCh                              |                                   |                                   |                                   |
| Carolina Badilla Castro    | Partido Social Cristiano          | PSC                               |                                   |                                   |                                   |
| Jonathan Carmona Díaz      | Independiente                     | Ind.                              |                                   |                                   |                                   |
| Joel Carrizo Díaz          | Independiente                     | Ind.                              |                                   |                                   |                                   |
| Yhanss Delgado Quevedo     | Independiente                     | Ind.                              |                                   |                                   |                                   |

## Provincia de Chañaral

### Chañaral

#### Alcaldes
| Actual alcaldesa         | Margarita Flores Salazar (PR) | Margarita Flores Salazar (PR) | Margarita Flores Salazar (PR) | Margarita Flores Salazar (PR) | Margarita Flores Salazar (PR) |
| Candidato                | Pacto                         | Partido                       | Votos                         | %                             | Resultado                     |
| ------------------------ | ----------------------------- | ----------------------------- | ----------------------------- | ----------------------------- | ----------------------------- |
| Margarita Flores Salazar | Contigo Chile Mejor           | PR                            |                               |                               |                               |
| Alex Ahumada Monroy      | Chile Vamos                   | RN                            |                               |                               |                               |
| Carmen González Pizarro  | Independiente                 | Ind.                          |                               |                               |                               |
| Mauricio Rivera Blanco   | Independiente                 | Ind.                          |                               |                               |                               |
| Rudy Salas Luna          | Independiente                 | Ind.                          |                               |                               |                               |
| Isaías Zavala Torres     | Independiente                 | Ind.                          |                               |                               |                               |

### Diego de Almagro

#### Alcaldes
| Actual alcalde           | Mario Araya Rojas (RN) | Mario Araya Rojas (RN) | Mario Araya Rojas (RN) | Mario Araya Rojas (RN) | Mario Araya Rojas (RN) |
| Candidato                | Pacto                  | Partido                | Votos                  | %                      | Resultado              |
| ------------------------ | ---------------------- | ---------------------- | ---------------------- | ---------------------- | ---------------------- |
| Mario Araya Rojas        | Chile Vamos            | RN                     |                        |                        |                        |
| María Torrejón Rojas     | Contigo Chile Mejor    | PCCh                   |                        |                        |                        |
| Jacqueline Cáceres Salas | Independiente          | Ind.                   |                        |                        |                        |
| Daniel Gálvez Goic       | Independiente          | Ind.                   |                        |                        |                        |
| Yanet Rubina Contreras   | Independiente          | Ind.                   |                        |                        |                        |

## Provincia de Huasco

### Vallenar

#### Alcaldes
| Actual alcalde           | Armando Flores Jiménez (Ind.) | Armando Flores Jiménez (Ind.) | Armando Flores Jiménez (Ind.) | Armando Flores Jiménez (Ind.) | Armando Flores Jiménez (Ind.) |
| Candidato                | Pacto                         | Partido                       | Votos                         | %                             | Resultado                     |
| ------------------------ | ----------------------------- | ----------------------------- | ----------------------------- | ----------------------------- | ----------------------------- |
| Armando Flores Jiménez   | Independiente                 | Ind.                          |                               |                               |                               |
| María Jopia Herrera      | Chile Vamos                   | Ind.                          |                               |                               |                               |
| Luis Tapia Ávalos        | Partido de la Gente           | PDG                           |                               |                               |                               |
| Roberto Calderón Gómez   | Independiente                 | Ind.                          |                               |                               |                               |
| Víctor Isla Lutz         | Independiente                 | Ind.                          |                               |                               |                               |
| Alexis Lemus Campillay   | Independiente                 | Ind.                          |                               |                               |                               |
| Sebastián Simon Vega     | Independiente                 | Ind.                          |                               |                               |                               |
| Rodrigo Loyola Morenilla | Independiente                 | Ind.                          |                               |                               |                               |

### Alto del Carmen

#### Alcaldes
| Actual alcalde            | Cristián Olivares Iriarte (PR) | Cristián Olivares Iriarte (PR) | Cristián Olivares Iriarte (PR) | Cristián Olivares Iriarte (PR) | Cristián Olivares Iriarte (PR) |
| Candidato                 | Pacto                          | Partido                        | Votos                          | %                              | Resultado                      |
| ------------------------- | ------------------------------ | ------------------------------ | ------------------------------ | ------------------------------ | ------------------------------ |
| Cristián Olivares Iriarte | Contigo Chile Mejor            | PR                             |                                |                                |                                |
| Juan Pallauta Rojas       | Republicanos                   | PRCh                           |                                |                                |                                |
| Iván Flores Villalobos    | Partido de la Gente            | PDG                            |                                |                                |                                |
| Raúl Ardiles Ramírez      | Partido Social Cristiano       | PSC                            |                                |                                |                                |
| Cecilia Anacona Gárate    | Independiente                  | Ind.                           |                                |                                |                                |

### Freirina

#### Alcaldes
| Actual alcalde              | César Orellana Orellana (PS) | César Orellana Orellana (PS) | César Orellana Orellana (PS) | César Orellana Orellana (PS) | César Orellana Orellana (PS) |
| Candidato                   | Pacto                        | Partido                      | Votos                        | %                            | Resultado                    |
| --------------------------- | ---------------------------- | ---------------------------- | ---------------------------- | ---------------------------- | ---------------------------- |
| Libby Osorio Callejas       | Contigo Chile Mejor          | PS                           |                              |                              |                              |
| María Simunovic Ramírez     | Chile Vamos                  | Ind.                         |                              |                              |                              |
| Luis Flores Barraza         | Independiente                | Ind.                         |                              |                              |                              |
| Fernando Ruhl Pérez         | Independiente                | Ind.                         |                              |                              |                              |
| Patricio Monardes Rodríguez | Independiente                | Ind.                         |                              |                              |                              |
| Raúl Medina Fernández       | Independiente                | Ind.                         |                              |                              |                              |
| Nicolás Gallardo Martínez   | Independiente                | Ind.                         |                              |                              |                              |

### Huasco

#### Alcaldes
| Actual alcalde           | Genaro Briceño Tapia (Ind.) | Genaro Briceño Tapia (Ind.) | Genaro Briceño Tapia (Ind.) | Genaro Briceño Tapia (Ind.) | Genaro Briceño Tapia (Ind.) |
| Candidato                | Pacto                       | Partido                     | Votos                       | %                           | Resultado                   |
| ------------------------ | --------------------------- | --------------------------- | --------------------------- | --------------------------- | --------------------------- |
| Genaro Briceño Tapia     | Contigo Chile Mejor         | Ind.                        |                             |                             |                             |
| Juan Montoya Ocaranza    | Chile Vamos                 | Ind.                        |                             |                             |                             |
| Sara Gutiérrez Silva     | Partido de la Gente         | PDG                         |                             |                             |                             |
| Alejandra Barraza Guerra | Independiente               | Ind.                        |                             |                             |                             |
| Rafael Vega Peralta      | Independiente               | Ind.                        |                             |                             |                             |
| Daniel Díaz Tirado       | Independiente               | Ind.                        |                             |                             |                             |